# Унеювский замок
Унеювский замок (пол. Zamek w Uniejowie) — одна из главных исторических достопримечательностей города Унеюва Поддембицкого повята Лодзинского воеводства в Польше.

## История
Замок был построен в 1360—1365 годах на месте старых деревянных укреплений, разрушенных во время тевтонского нашествия на город в 1331 году. Инициировал строительство замка гнезнинский архиепископ Ярослав Богория Скотницкий. После пожара 1525 году здание перестроил староста Станислав из Гомолина, превратив ее в ренессансную резиденцию, которая была завершена в 1534 году (тогда она потеряла большинство своих готических черт). В конце концов в первой половине XVII века замок перестал играть оборонительные функции и получил раннебарочный вид, став резиденцией епископов Яна Венжика и Матея Любенского. В середине XVIII века незначительный ремонт произвел епископ Кшиштоф Антоний Шембек. В 1836 году, с подачи царя за заслуги в подавлении Ноябрьского восстания, замок и титул графа, получил генерал Карл Толл, происходивший из Эстонии. Однако он никогда не жил в замке. Его сын Александр Толл в 1848 году выполнил классицистическую реконструкцию здания в романтическом стиле. Толли полонизировались и владели замком до конца Первой мировой войны.
В 1956—1967 годах замок был отреставрирован и приспособлен к нуждам архива. В наше время в нем размещается гостиница с конференц-центром и ресторан.

## Галерея

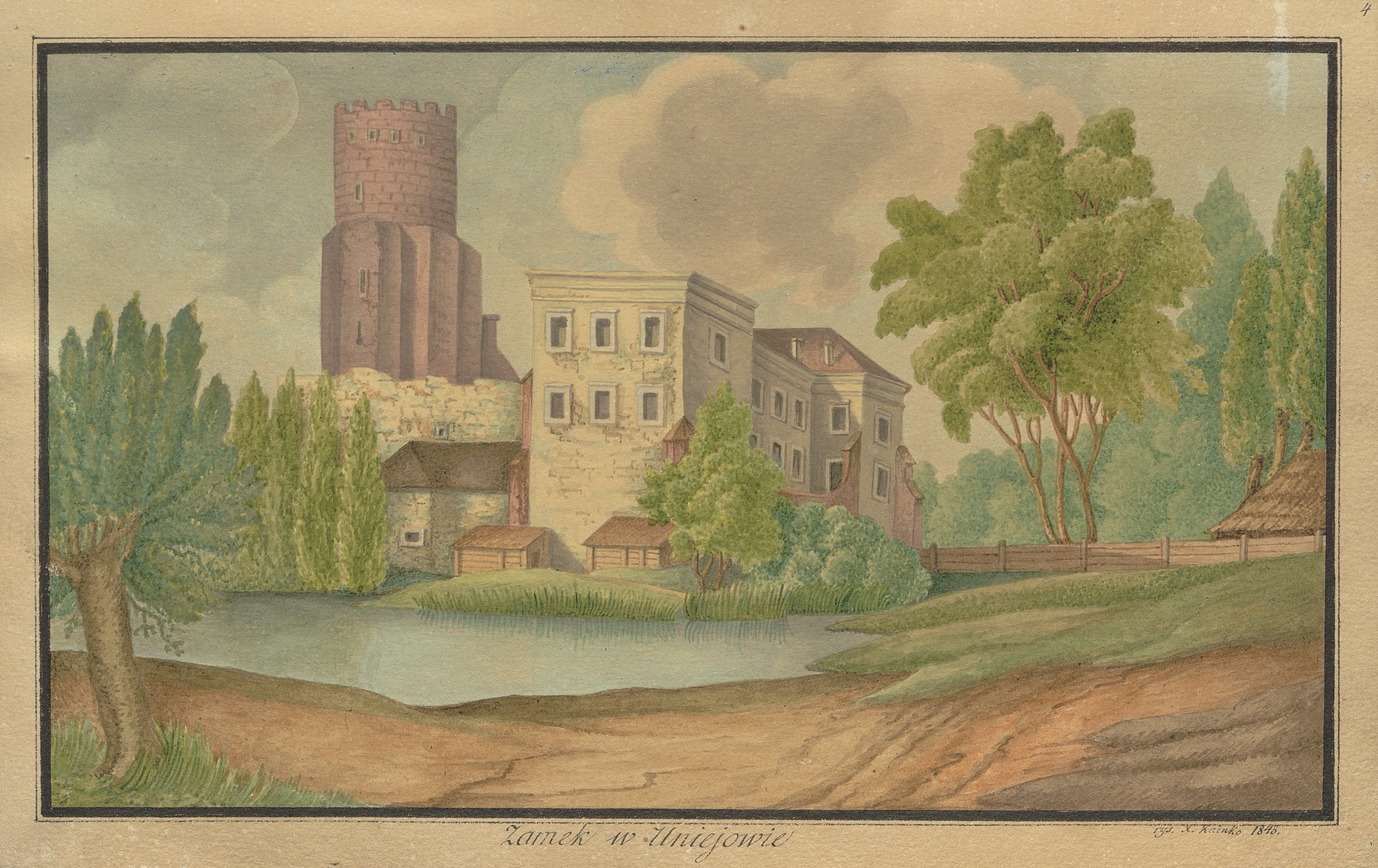
Замок на рисунке 1843 г.
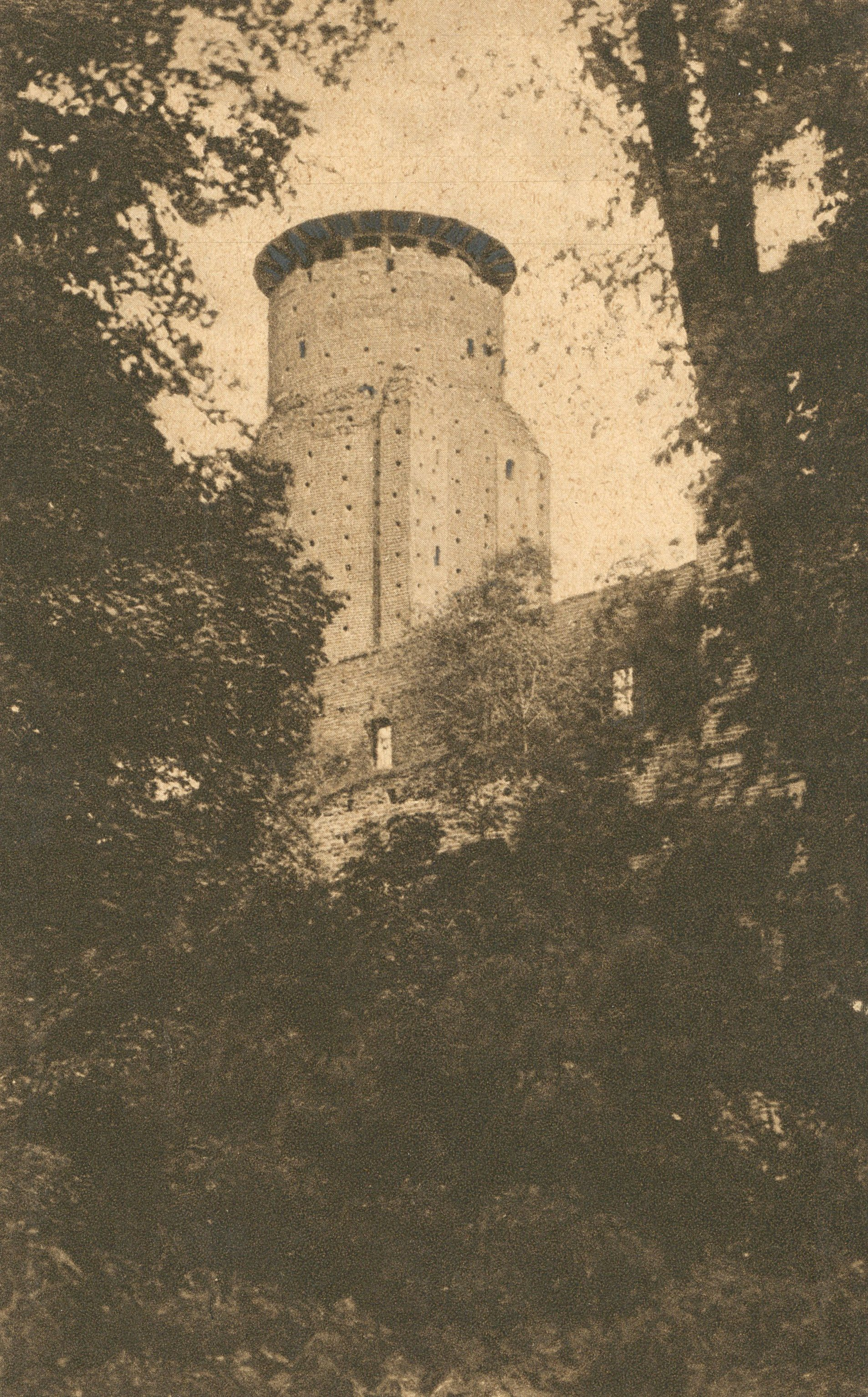
Башня в 1926 г.
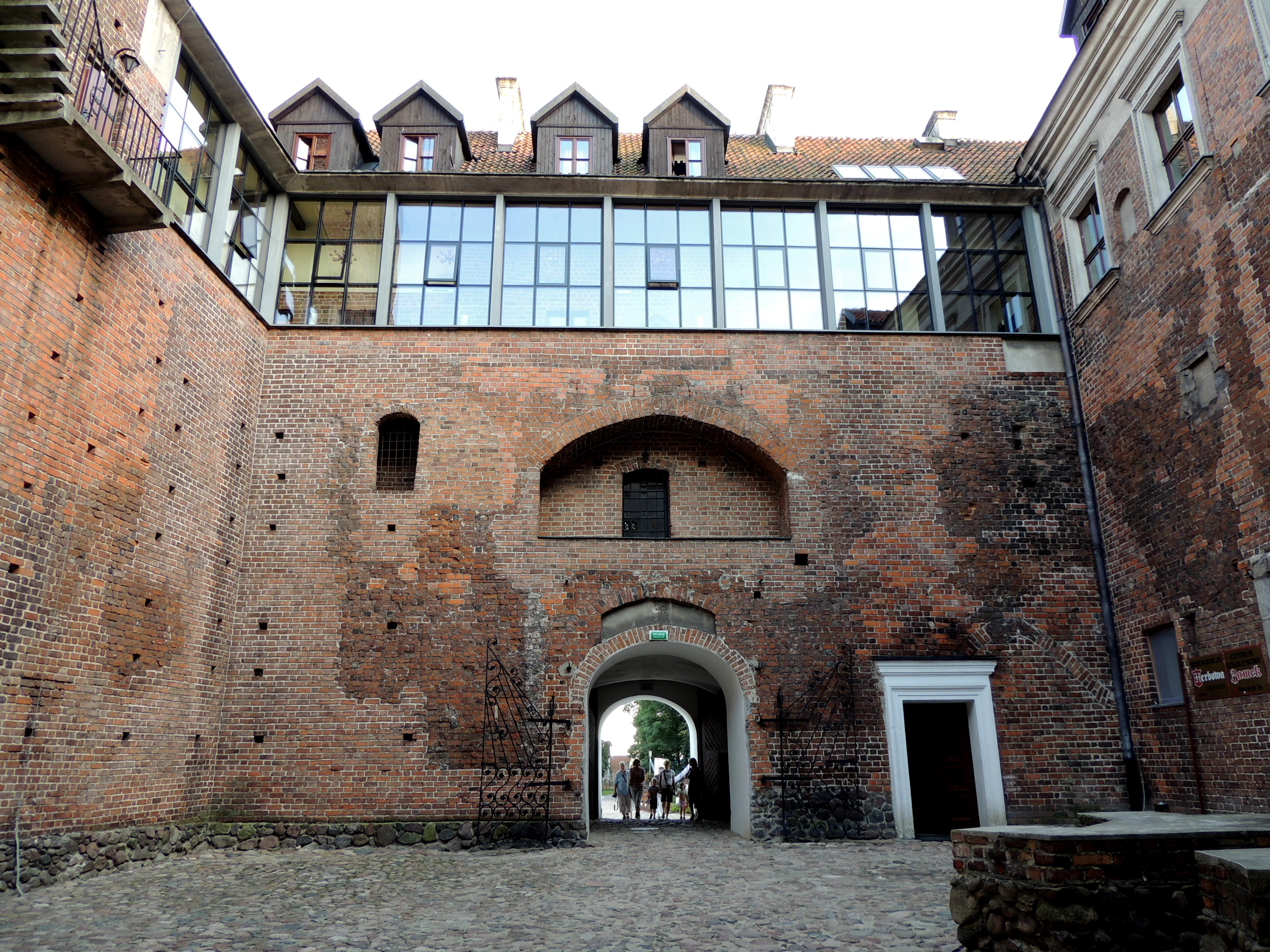
Замковый двор
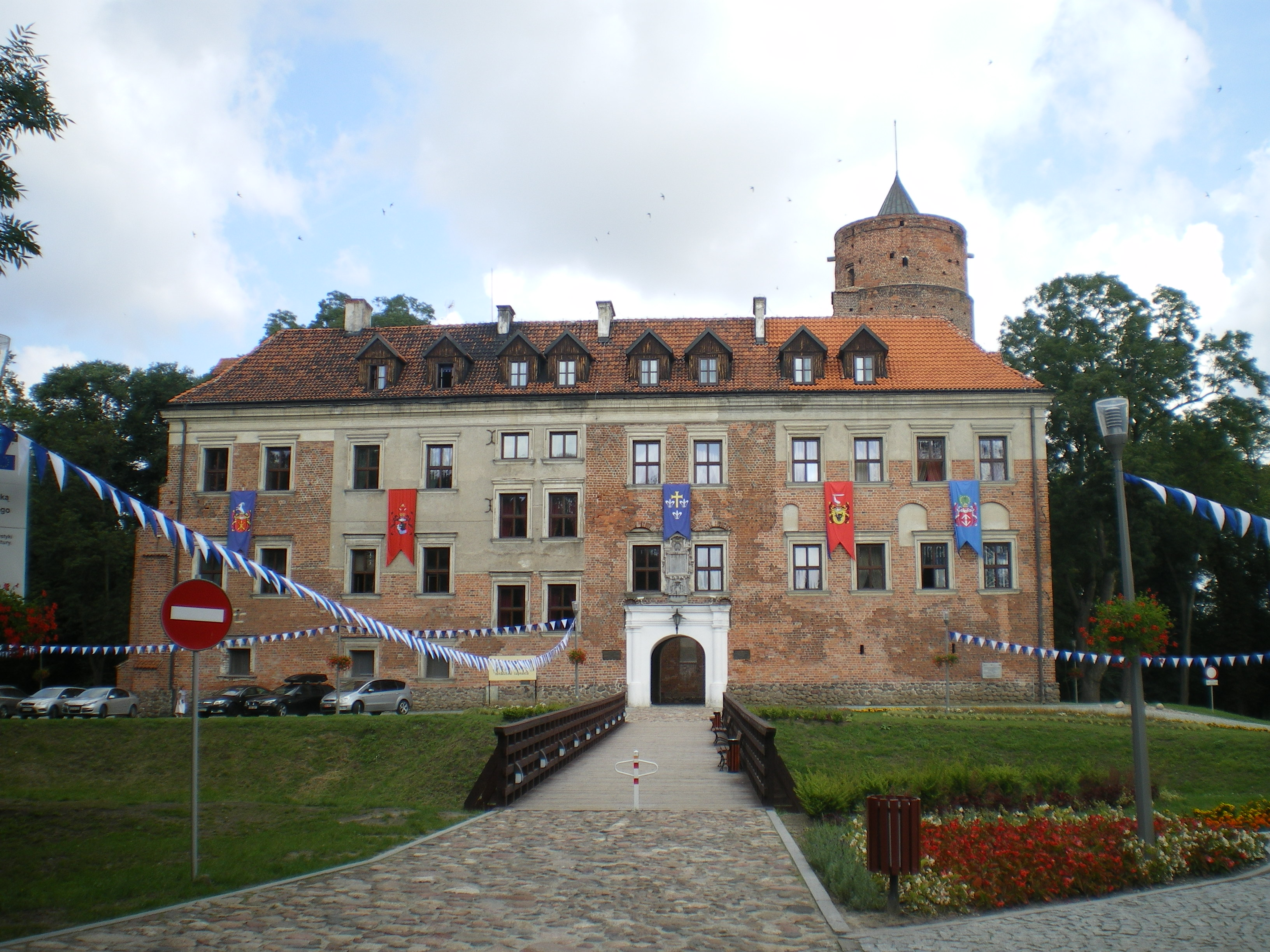
Вид замка
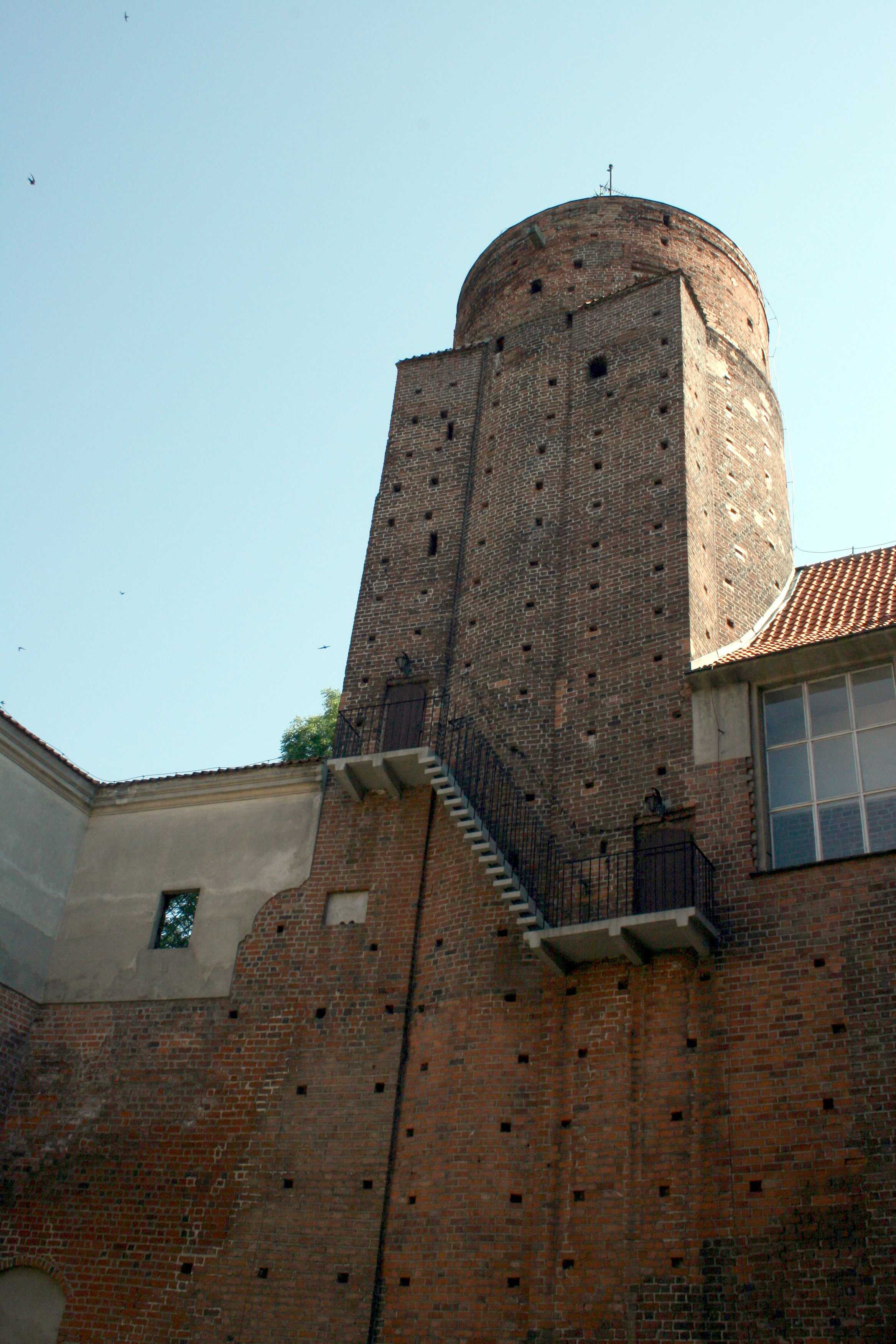
Замковая башня
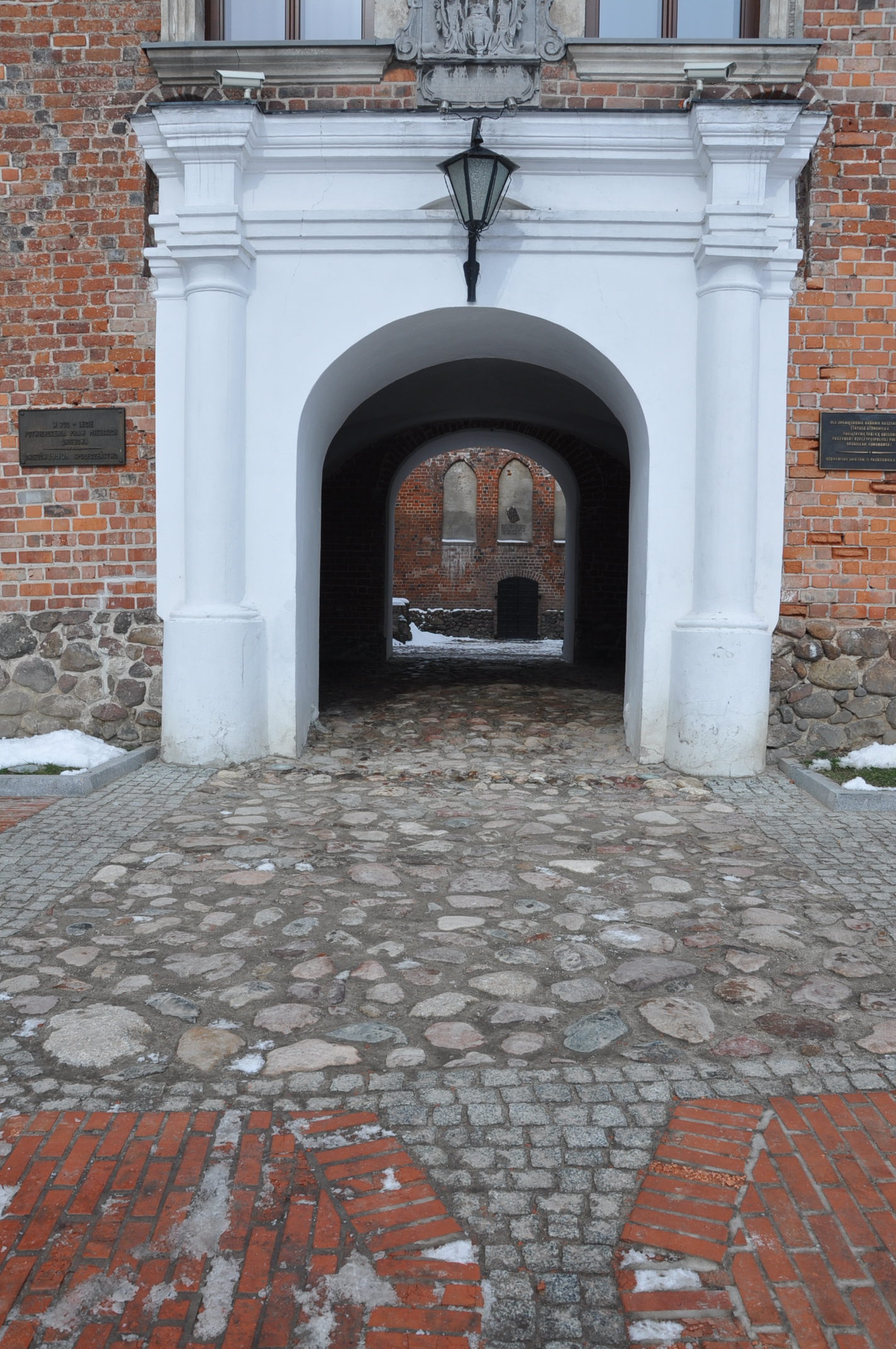
Въездные ворота